# Campeonato Europeo de Atletismo de 1950

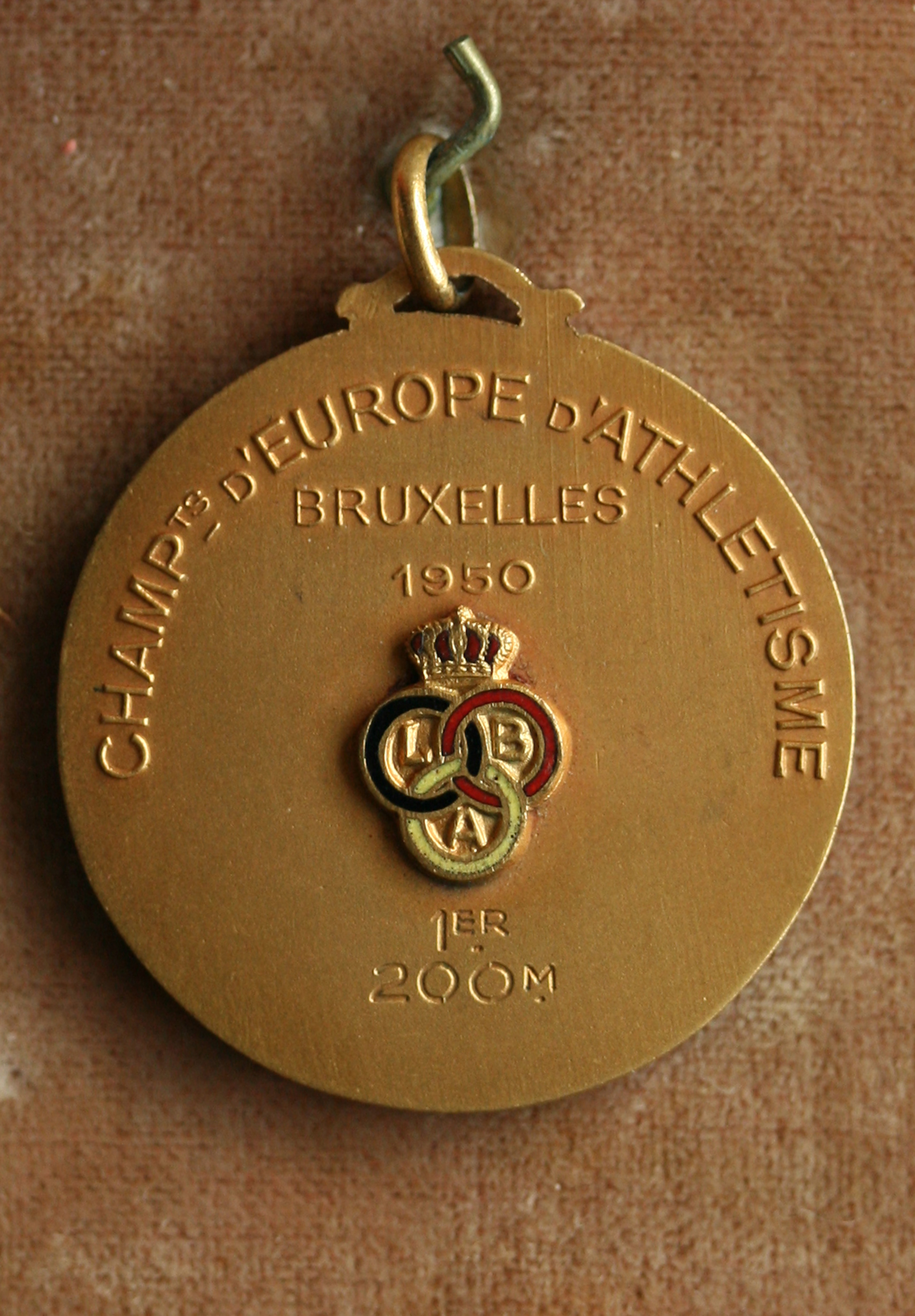
Medalla del Campeonato Europeo de Atletismo.

El IV Campeonato Europeo de Atletismo se celebró en Bruselas (Bélgica) entre el 23 y el 27 de agosto de 1950 bajo la organización de la Asociación Europea de Atletismo (EAA) y la Federación Belga de Atletismo. 
Las competiciones se realizaron en el Estadio de Heysel de la capital belga.

## Resultados

### Masculino
| Evento             | Oro                                                                                   | Plata                                                                                 | Bronce                                                                             |
| ------------------ | ------------------------------------------------------------------------------------- | ------------------------------------------------------------------------------------- | ---------------------------------------------------------------------------------- |
| 100 m              | Étienne Bally Francia 10,7                                                            | France Leccese · Italia · 10,7                                                        | Vladimir Sukhariev Unión Soviética 10,7                                            |
| 200 m              | Brian Shenton Reino Unido 21,5                                                        | Étienne Bally Francia 21,8                                                            | Jam Lammers · Países Bajos · 22,1                                                  |
| 400 m              | Derek Pugh Reino Unido 47,3                                                           | Jacques Lunis Francia 47,6                                                            | Lars-Erik Wolfbrandt · Suecia · 47,9                                               |
| 800 m              | John Parlett Reino Unido 1:50,5                                                       | Marcel Hansenne Francia 1:50,7                                                        | Roger Bannister Reino Unido 1:50,7                                                 |
| 1.500 m            | Willem Slijkhuis · Países Bajos · 3:47,2                                              | Patrick El Mabrouk Francia 3:47,8                                                     | William Nankeville Reino Unido 3:48,0                                              |
| 5.000 m            | Emil Zátopek Checoslovaquia 14:03,0                                                   | Alain Mimoun Francia 14:26,0                                                          | Gaston Reiff · Bélgica · 14:26,2                                                   |
| 10.000 m           | Emil Zátopek Checoslovaquia 29:12,0                                                   | Alain Mimoun Francia 30:21,0                                                          | Väinö Koskela · Finlandia · 30:30,8                                                |
| 110 m vallas       | André-Jacques Marie Francia 14,6                                                      | Ragnar Lundberg · Suecia · 14,7                                                       | Peter Hildreth Reino Unido 15,0                                                    |
| 400 m vallas       | Armando Filiput · Italia · 51,9                                                       | Yuri Lituyev Unión Soviética 52,4                                                     | Harry Whittle Reino Unido 52,7                                                     |
| 3.000 m obstáculos | Jindřich Roudný Checoslovaquia 9:05,4                                                 | Petar Šegedin Yugoslavia 9:07,4                                                       | Erik Blomster · Finlandia · 9:08,8                                                 |
| 10 km marcha       | Fritz Schwab · Suiza · 46:01,8                                                        | Emile Maggi Francia 46:16,8                                                           | John Mikaelsson · Suecia · 46:49,2                                                 |
| 50 km marcha       | Giuseppe Dordoni · Italia · 4:40:43                                                   | John Ljunggren · Suecia · 4:43:25                                                     | Verner Ljunggren · Suecia · 4:49:28                                                |
| Maratón            | Jack Holden Reino Unido 2:32:13                                                       | Veikko Karvonen · Finlandia · 2:32:45                                                 | Feodosi Vanin Unión Soviética 2:33:47                                              |
| Salto de altura    | Alan Paterson Reino Unido 1,96 m                                                      | Arne Ahman · Suecia · 1,93 m                                                          | Claude Bénard Francia 1,93 m                                                       |
| Salto con pértiga  | Ragnar Lundberg · Suecia · 4,30                                                       | Valto Olenius · Finlandia · 4,25                                                      | Jukka Piironen · Finlandia · 4,25                                                  |
| Salto de longitud  | Torfi Bryngeirsson Islandia 7,32                                                      | Gerard Wessels · Países Bajos · 7,22                                                  | Jaroslav Fikejz Checoslovaquia 7,20                                                |
| Salto triple       | Leonid Shcherbakov Unión Soviética 15,39                                              | Valdemar Rautio · Finlandia · 14,93                                                   | Ruhi Sarıalp Turquía 14,56                                                         |
| Peso               | Gunnar Huseby Islandia 16,74                                                          | Angiolo Profeti · Italia · 15,16                                                      | Otto Grigalka Unión Soviética 15,14                                                |
| Disco              | Adolfo Consolini · Italia · 53,75                                                     | Giuseppe Tosi · Italia · 52,31                                                        | Olavi Partanen · Finlandia · 48,69                                                 |
| Martillo           | Sverre Strandli · Noruega · 55,71                                                     | Teseo Taddia · Italia · 54,73                                                         | Jiří Dadák Checoslovaquia 53,64                                                    |
| Jabalina           | Toivo Hyytiäinen · Finlandia · 71,26                                                  | Per-Arne Berglund · Suecia · 70,06                                                    | Ragnar Ericzon · Suecia · 69,82                                                    |
| 4 x 100 m          | Unión Soviética 41,5 Vladimir Sukharev Levan Kalyayev Levan Sanadze Nikolay Karakulov | Francia 41,8 Étienne Bally Jacques Perlot Yves Camus Jean-Pierre Guillon              | Suecia · 41,9 · Göte Kjellberg · Leif Christersson · Stig Danielsson · Hans Rydén  |
| 4 x 400 m          | Reino Unido 3:10,2 Martin Pike Leslie Lewis Angus Scott Derek Pugh                    | Italia · 3:11,0 · Baldasare Porto · Armando Filiput · Luigi Paterlini · Antonio Siddi | Suecia · 3:11,6 · Gösta Brännström · Tage Ekfeldt · Rune Larsson · Lars Wolfbrandt |
| Decatlón           | Ignace Heinrich Francia 7.364 pts.                                                    | Örn Clausen Islandia 7.297 pts.                                                       | Kjell Tannander · Suecia · 7.175 pts.                                              |

### Femenino
| Evento            | Oro                                                                  | Plata                                                                                          | Bronce                                                                              |
| ----------------- | -------------------------------------------------------------------- | ---------------------------------------------------------------------------------------------- | ----------------------------------------------------------------------------------- |
| 100 m             | Francina Blankers-Koen · Países Bajos · 11,7                         | Evgeniya Sechenova Unión Soviética 12,3                                                        | June Foulds Reino Unido 12,4                                                        |
| 200 m             | Francina Blankers-Koen · Países Bajos · 24,0                         | Evgeniya Sechenova Unión Soviética 24,8                                                        | Dorothy Hall Reino Unido 25,0                                                       |
| 80 m vallas       | Francina Blankers-Koen · Países Bajos · 11,1                         | Maureen Dyson Reino Unido 11,6                                                                 | Micheline Ostermeyer Francia 11,7                                                   |
| Salto de altura   | Sheila Alexander Reino Unido 1,63 m                                  | Dorothy Tyler Reino Unido 1,63 m                                                               | Galina Ganeker Unión Soviética 1,63 m                                               |
| Salto de longitud | Valentina Bogdanova Unión Soviética 5,82                             | Wilhelmine Lust · Países Bajos · 5,63                                                          | Maire Österdahl · Finlandia · 5,57                                                  |
| Peso              | Anna Andreyeva Unión Soviética 14,32                                 | Klaudia Tochenova Unión Soviética 13,92                                                        | Micheline Ostermeyer Francia 13,37                                                  |
| Disco             | Nina Dumbadze Unión Soviética 48,03                                  | Rimma Shumskaya Unión Soviética 42,25                                                          | Edera Cordiale · Italia · 41,57                                                     |
| Jabalina          | Natalia Smirnitskaya Unión Soviética 47,55                           | Herma Bauma · Austria · 43,87                                                                  | Galina Zybina Unión Soviética 42,75                                                 |
| 4 x 100 m         | Reino Unido 47,4 Elspeth Hay Jean Desforges Dorothy Hall June Foulds | Países Bajos · 47,4 · Xenia Stad-de Jong · Bertha Brouwer · Gré de Jongh · Fanny Blankers-Koen | Unión Soviética 47,5 Elene Gokieli Sofya Malshina Zoya Dukhovich Evgeniya Sechenova |
| Pentatlón         | Arlette Ben Hamo Francia 3.204 pts.                                  | Bertha Crowther Reino Unido 3.048 pts.                                                         | Olga Modrachová Checoslovaquia 3.026 pts.                                           |

## Medallero
| Núm. | País           | Oro | Plata | Bronce | Total |
| ---- | -------------- | --- | ----- | ------ | ----- |
| 1    | Reino Unido    | 8   | 3     | 6      | 17    |
| 2    | URSS           | 6   | 5     | 6      | 17    |
| 3    | Francia        | 4   | 8     | 3      | 15    |
| 4    | Países Bajos   | 4   | 3     | 1      | 8     |
| 5    | Italia         | 3   | 5     | 1      | 9     |
| 6    | Checoslovaquia | 3   | 0     | 3      | 6     |
| 7    | Islandia       | 2   | 1     | 0      | 3     |
| 8    | Suecia         | 1   | 4     | 7      | 12    |
| 9    | Finlandia      | 1   | 3     | 5      | 9     |
| 10   | Noruega        | 1   | 0     | 0      | 1     |
| 10   | Suiza          | 1   | 0     | 0      | 1     |
| 12   | Austria        | 0   | 1     | 0      | 1     |
| 12   | Yugoslavia     | 0   | 1     | 0      | 1     |
| 14   | Bélgica        | 0   | 0     | 1      | 1     |
| 14   | Turquía        | 0   | 0     | 1      | 1     |
|      | TOTAL          | 34  | 34    | 34     | 102   |